# Acrosemia flavaria
Acrosemia flavaria är en fjärilsart som beskrevs av Butler 1882. Acrosemia flavaria ingår i släktet Acrosemia och familjen mätare. Inga underarter finns listade i Catalogue of Life.